# قائمة جامعات أذربيجان
تقسم جامعات أذربيجان إلى جامعات وطنية أو حكومية وجامعات خاصة.

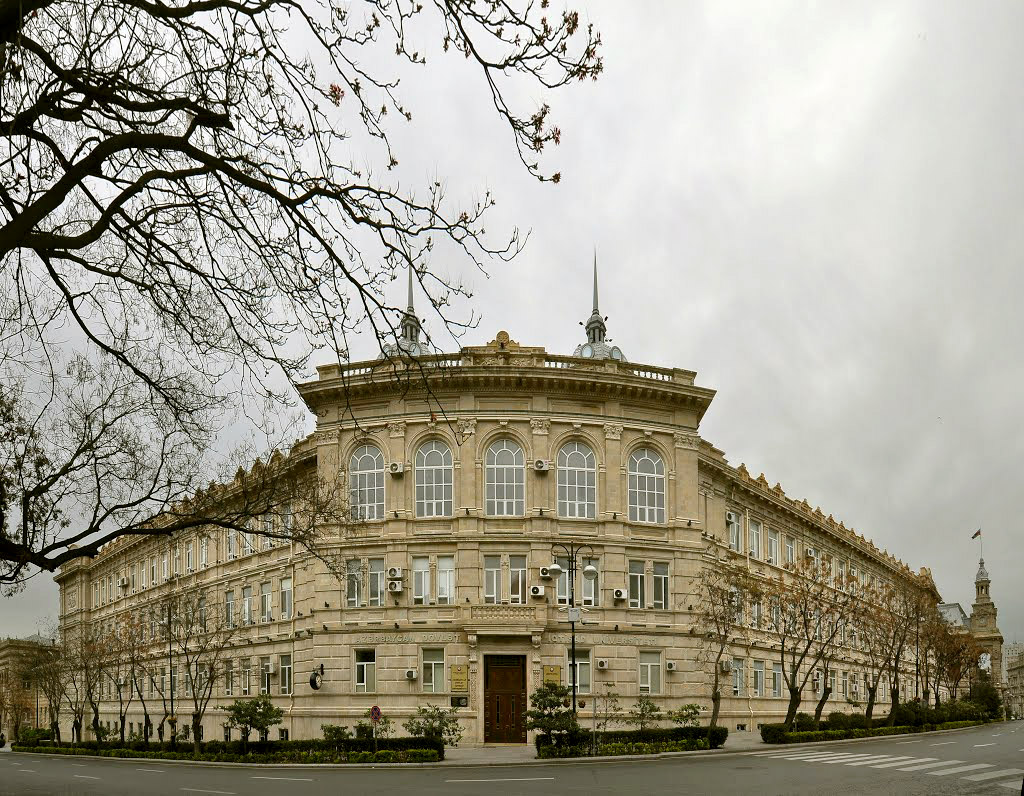
بناية جامعة أذربيجان الحكومية للاقتصاد في شارع استقلاليات.

## الجامعات الحكومية
| الجامعات                                            | تاريخ التأسيس |
| --------------------------------------------------- | ------------- |
| أكاديمية الإدارة العامة                             | 3 يناير 1999  |
| جامعة أذربيجان للعمارة والبناء                      | 1975          |
| أكاديمية أذربيجان الدبلوماسية                       | 6 مارس 2006   |
| جامعة أذربيجان الطبية                               | 1930          |
| جامعة أذربيجان الحكومية الزراعية                    | 1929          |
| جامعة أذربيجان الاقتصادية الحكومية                  | 1930          |
| أكاديمية دولة أذربيجان البحرية                      | 1996          |
| جامعة أذربيجان الحكومية للنفط والصناعة              | 1920          |
| جامعة أذربيجان الحكومية للثقافة والفنون             | 1923          |
| أكاديمية الدولة للجنة جمارك لجمهورية أذربيجان       | 24 يناير 2012 |
| أكاديمية أذربيجان الحكومية للتربية البدنية والرياضة | 1930          |
| جامعة أذربيجان للعمارة والبناء                      | 1975          |
| جامعة أذربيجان للسياحة والإدارة                     | 2006          |
| معهد الموسيقى الوطني الأذربيجاني                    | 13 يونيو 2000 |
| جامعة أذربيجان التربوية الحكومية                    | 26 أغسطس 1921 |
| جامعة أذربيجان التقنية                              | 1950          |
| جامعة أذربيجان للغات                                | 9 أكتوبر 1937 |
| جامعة باكو الهندسية                                 | 2016          |
| أكاديمية باكو للموسيقى                              | 1920          |
| مدرسة باكو العليا للنفط                             | 2011          |
| الأكاديمية الوطنية للطيران                          | 1992          |
| جامعة باكو السلافية                                 | 1946          |
| جامعة باكو الحكومية                                 | 1919          |
| معهد اللاهوت في أذربيجان                            | 9 فبراير 2018 |
| جامعة كنجه الحكومية                                 | 1938          |
| جامعة لنكران الحكومية                               | 1991          |
| جامعة مينجا تشيفير الحكومية                         | 24 يوليو 2015 |
| جامعة نخجوان الحكومية                               | 1967          |
| جامعة سومقاييت الحكومية                             | 1961          |

## الجامعات الخاصة

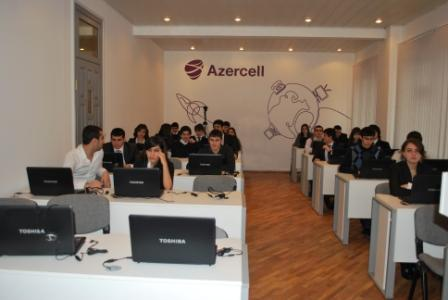
غرفة التعليم الألكتروني في جامعة الخزر.

| الجامعات               | تاريخ التأسيس |
| ---------------------- | ------------- |
| جامعة باكو للأعمال     | 1993          |
| جامعة أذربيجان         | 1991-2006     |
| جامعة باكو الأوراسية   | 30 أبريل 1992 |
| جامعة غرب قزوين        | 1991          |
| جامعة الخزر            | 18 مارس 1991  |
| جامعة أذربيجان للتعاون | 9 يناير 1992  |
| جامعة نخجوان الخاصة    | 1999          |
| جامعة أودلار يوردو     | 1999          |
| الجامعة الغربية        | 1991          |